# Підпільний обком діє
«Підпільний обком діє» (рос. «Подпольный обком действует») — чотирисерійний телевізійний художній фільм 1978 року режисера Анатолія Буковського про партизанський рух на Чернігівщині в роки німецько-радянської війни, знятий за мотивами однойменної книжки мемуарів Олексія Федорова.

## Сюжет
Відразу після початку німецько-радянської війни Чернігівським обласним комітетом партії було прийнято рішення організувати будівництво в лісах Чернігівщини мережі партизанських баз, складувати туди великі запаси зброї і продовольства. Обком переходить на нелегальне становище і починає роботу в підпіллі...

## У ролях
- Віктор Щербаков — Олексій Федоров
- Сергій Дворецький — Володимир Дружинін
- Микола Гринько — Дем'ян Коротченко
- Анатолій Барчук — Микола Попудренко
- Микола Шутько — Тимофій Строкач
- Олександр Безиментов — Ілля Старинов
- Віктор Мірошниченко — Василь Капранов
- Віктор Лазарев — Климент Ворошилов
- Юрій Мажуга — Семен Бесараб
- Олександр Михайлов — Віталій Капралов
- Микола Олійник — Новиков
- Микола Мерзлікін — Яків Батюк
- Олександр Мілютін — зрадник Томашевський
- Микола Сектименко — Симоненко
- Валентина Владимирова — Петрівна
- Віктор Демерташ — Яків
- Володимир Олексієнко — Григорій Бодько
- Богдан Бенюк — Андрій Коровін
- Ніна Антонова — Марія Бесараб
- Юрій Мисенко — Дмитро Рванов
- Любов Омельченко — Катя Руда
- Ніна Ільїна — Леся Бодько
- Вацлав Дворжецький — вчитель Хороводов
- Євген Митько — Артазея
- Сергій Подгорний — Кравцов
- Леонід Яновський — Смирнов

## Творча група
- Сценарист: Євген Митько
- Режисер: Анатолій Буковський
- Оператор: Віталій Зимовець
- Асистенти режисера: Пилко, З.Михайленко, В.Фомченко
- Асистент оператора: Володимир Довгальов
- Композитор: Храпачов Вадим Юрійович